# اندرياس جيانيوتيس
اندرياس جيانيوتيس (باليونانية: Ανδρέας Γιαννιώτης)‏ (12 ديسمبر 1992 بسيرس في اليونان - ) هو لاعب كرة قدم يوناني في مركز حراسة المرمى. شارك مع منتخب اليونان تحت 21 سنة لكرة القدم. أما مع النوادي، فقد لعب مع باس جيانينا ونادي أولمبياكوس ونادي بانيونيوس وFostiras F.C. ‏ وSerres F.C. ‏.

## روابط خارجية
- اندرياس جيانيوتيس على موقع الاتحاد الأوربي (الإنجليزية)
- اندرياس جيانيوتيس على موقع اتحاد تركيا (لاعب) (الإنجليزية)
- اندرياس جيانيوتيس على موقع قاعدة بيانات كرة القدم.إي يو (الإنجليزية)
- اندرياس جيانيوتيس على موقع ناشيونال فوتبول تيمز (الإنجليزية)
- اندرياس جيانيوتيس على موقع Soccerway.com (الإنجليزية)
- اندرياس جيانيوتيس على موقع AS.com (الإسبانية)